# Йордан Ангелов (духовник)
Вижте пояснителната страница за други личности с името Йордан Ангелов.
Йордан или Юрдан Ангелов с псевдоним Шахин бей е български учител, свещеник и революционер, прилепски деец на Вътрешната македоно-одринска революционна организация.

## Биография
Йордан Ангелов е роден в 1874 година в град Прилеп, тогава в Османската империя. В 1895 година завършва без зрелостно свидетелство със седмия випуск педагогическите курсове на Солунската българска мъжка гимназия. В същата година влиза във ВМОРО. Работи като учител в родния си град, във Велес и на други места. В Прилеп в 1905 година е член на околийския революционен комитет. Начело е на редакцията на революционния вестник „Шило“.
През 1908 година приема свещенически сан и е архиерейски наместник във Воден, Крива паланка и Тетово. Като паланечки наместник по време на обезоръжителната акция в 1910 година е арестуван и затворен в Скопие. Освободен е на 30 януари заедно с кумановския архиерейски наместник Георги Шуманов и още 12 затворници.
Делегет е и е член на комисия на Дванадесетия конгрес на Илинденската организация от август 1942 година в Битоля.